# Tau Boötis b
Tau Boötis b, por vezes denominado Boötis Tau Ab, é um planeta extrassolar situado a cerca de 50 anos-luz da Terra, orbitando a principal estrela do sistema Tau Boötis na constelação de Boötes. Sua descoberta foi anunciada em 1996 por Geoffrey Marcy e R. Paul Butler. Tau Boötis foi uma das primeiras estrelas em que foi detectada a presença de planetas orbitando em torno delas. Em 16 de dezembro de 1999 foi apelidado de Planeta do Milênio, pois se acreditava (erradamente) este ter sido o primeiro planeta extrassolar descoberto visualmente.

## Descoberta
Descoberto em 1996, este foi um dos primeiros planetas extrassolares encontrados. Foi descoberto por Paul Butler e Marcy Geoffrey, do Pragrama de Busca por Planetas de Lick-Carnegie, utilizando com sucesso o método da velocidade radial. Como a estrela é visualmente brilhante e o planeta é enorme, detectou-se uma forte velocidade de sinal de 469 ± 5 metros por segundo, que foi rapidamente confirmada por Michel Mayor e Didier Queloz através de dados coletados ao longo de 15 anos. Mais tarde, a descoberta foi confirmada também pela Equipe de Busca de Planetas AFOE.

## Orbita e massa
Tau Bootis b é um planeta imenso, com uma massa mínima de pelo menos 4 vezes a de Júpiter. A sua órbita em torno da estrela é também chamada de "órbita de tocha", estando muito próxima de sua estrela-mãe, a uma distância de menos de um sétimo da de Mercúrio em relação ao Sol. Seu período de revolução é de apenas 3 dias e 7,5 horas. Como τ Boo é mais quente e mais massivo que o Sol e a órbita do planeta é muito estreita, acredita-se que o planeta seja muito quente. Supondo que o planeta é completamente cinzento, e não haja nenhum efeito estufa ou de maré, e com um albedo de 0,1, a temperatura do planeta seria de cerca de 1600 K. Embora ainda não sendo plenamente conhecido, é provável que o planeta seja um gigante gasoso.
Como Boötis Tau b é mais maciço do que a maioria dos chamados Jupíteres quentes, foi especulado que este tratava-se originalmente de uma anã marrom, não uma estrela, tendo perdido a maior parte da sua atmosfera devido ao calor gerado por sua companheira estelar próxima. No entanto, isso parece altamente improvável. Este processo porém foi detectado no planeta HD 209 458 b.
Em dezembro de 1999, um grupo liderado por AC Cameron anunciou ter encontrado uma luz provavelmente refletida do planeta, por isso estimando uma inclinação orbital de 29° e, pela qual se calculou uma hipotética massa equivalente a 8,5 massas de Júpiter. Ele também sugeriu que o planeta fosse azul. No entanto, as suas observações não foram confirmadas e mais tarde revelaram-se falsas. A melhor estimativa veio da assunção das forças de maré provocadas pela estrela, que gira em torno de 40°, calculando uma massa do planeta de 6 ou 7 a de Júpiter. A detecção magnética confirmou essa inclinação.